# Mercedes-Benzmuseum
Het Mercedes-Benzmuseum is een automuseum in de Duitse stad Stuttgart. Het museum vertelt de historie van het merk Mercedes-Benz en de daarmee geassocieerde merken. In de stad is naast het museum ook het internationale hoofdkantoor van Daimler AG gevestigd.

## Het gebouw
Het museum is gevestigd in een speciaal voor deze functie gebouwd gebouw uit 2006, tegenover de Daimler fabriek. Het gebouw is ontworpen door UNStudio en heeft de vorm van drie overlappende cirkels waarbij het midden is verwijderd om een driehoekig atrium te vormen. Het museum was voor 19 mei 2006 gevestigd in een speciaal gebouw op het fabriekscomplex dat alleen bereikt kon worden door bezoekers met een beveiligde shuttle vanaf de hoofdingang.